# Chiesa di Santa Maria Assunta (Amalfi)
La chiesa di Santa Maria Assunta è una chiesa ubicata ad Amalfi, nella frazione di Pastena.

## Storia
La chiesa venne edificata tra le fine del XIII e l'inizio del XIV secolo: è citata per la prima volta nel Codice Diplomatico Amalfitano del 1319; nel XV secolo risultò essere di patronato della famiglia D'Alagno. Lavori di restauro furono realizzati nel XVIII secolo, grazie ai quali assunse un aspetto barocco rispetto al precedente stile romanico. Nel 1847 il vecchio campanile, pericolante, venne abbattuto e ricostruito su progetto di Lorenzo Casalbore.
Nel 1899 fu rimosso il pavimento maiolicato del XVIII secolo e posato uno in ceramica di Vietri sul Mare; ulteriori lavori di restauro si ebbero nel 1929, che riguardarono principalmente il tetto, e tra il 1955 e il 1970, quando fu spogliata delle decorazioni barocche e riportata allo stile primordiale romanico e gotico; nel corso di tali lavori fu inoltre completata la cuspide del campanile e eliminata la copertura a capriate in favore delle volte a crociera.

## Descrizione
La chiesa, raggiungibile tramite una strada a gradoni, è edificata su un terrazzamento: il sagrato è realizzato al di sopra di un arco ogivale, resto di un antico edificio di epoca medievale. Tramite un ampio arco che corrisponde all'intero lato meridionale, e che in un certo senso funge anche da facciata, si accede all'atrio, di forma trapezoidale e con volta a crociera ogivale: dall'atrio, tramite due portali, si accede rispettivamente a un locale e alla chiesa.
Internamente la chiesa ha una pianta irregolare: precedute da un endonartece, che ospita il battistero, sono due navate, separate da una serie di colonne, divise in tre campate con volte a crociera in sesto acuto e terminanti con abside semicircolare coperte con semicalotte estradossate. La navata sinistra, che ospita lungo il lato sinistro la cappella del Santissimo Sacramento, l'accesso alla sacrestia e un locale con un organo, funge da principale, ospitando nella zona dell'abside il presbiterio con l'altare maggiore: questo, come quello della cappella del Santissimo Sacramento, è stato realizzato negli anni 1960 utilizzando colonne e capitelli di risulta su cui è stata poi poggiata la mensa; nell'abside di destra invece è posta la tavola Assunzione di Maria, opera di Giovanni Angelo D'Amato. Nella chiesa sono inoltre conservate le statue della Madonna Assunta, risalente all'inizio del XIX secolo, e San Sebastiano Martire del 1913. All'interno della sacrestia è custodita un'urna cineraria romana utilizzata come lavabo, che presenta un'iscrizione latina incisa tra due colonne tortili con capitelli in ordine ionico. Il pavimento è in maioliche policrome di Vietri, disposte a disegni geometrici.
Separato dalla chiesa, tramite la strada, è il campanile: a pianta quadrata, si innalza per due livelli nei quali si aprono delle bifore decorate con colonne tortoli; termina a cuspide, a forma di piramide quadrata, ricoperto da maioliche di colore verde marino.